# Tiele-Wincklerowie

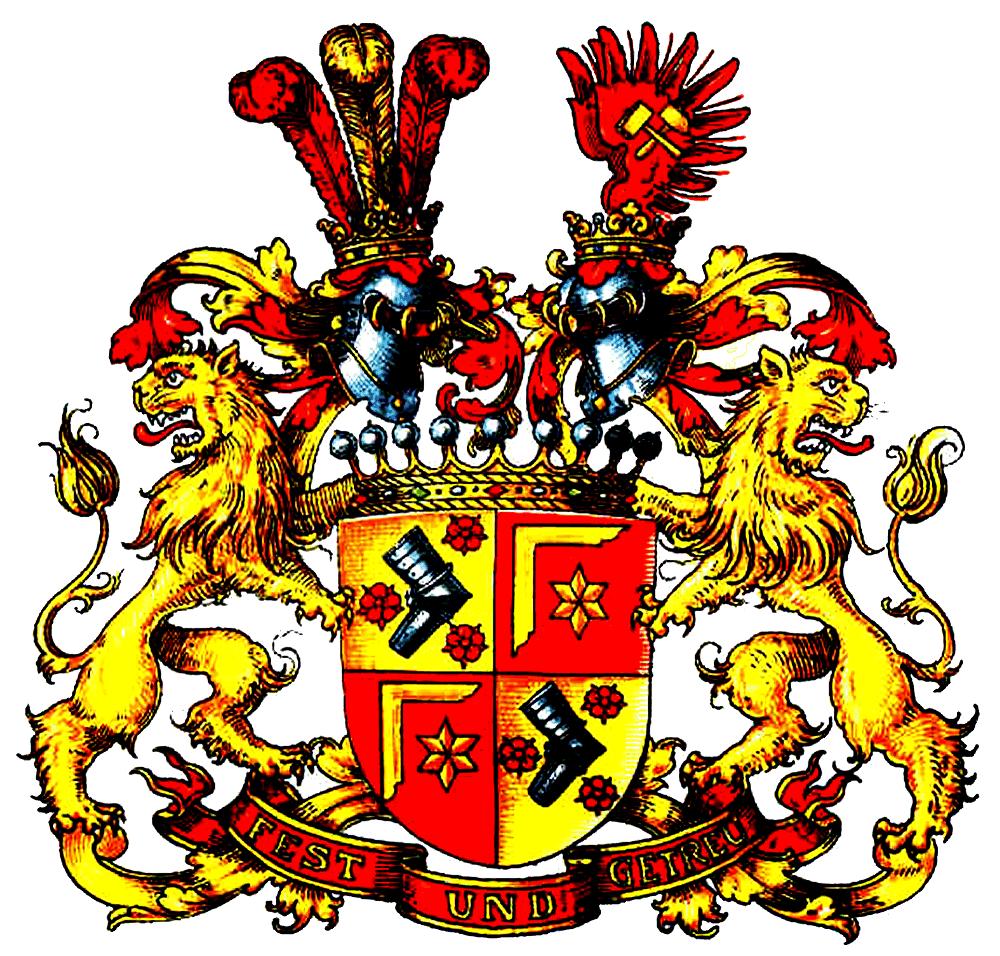
Herb Tiele-Wincklerów

Tiele, Tiele-Wincklerowie – śląsko-meklemburski ród szlachecki, wywodzący się z Kurlandii. Zaliczany do tzw. szlachty śląskiej.

## Dzieje
Założycielem rodu był Chrystian Gottlieb von Tiele (1751–1811), urzędnik na dworze księcia Kurlandii, a następnie na dworze cesarskim w Petersburgu. Jego dwaj wnukowie, Hubert i Waldemar, stali się założycielami dwóch głównych linii rodu: starszej, Tiele-Wincklerów i młodszej, Tiele. Obydwie w 1905 r. uzyskały dziedziczne, pruskie tytuły baronów.

### Tiele-Wincklerowie

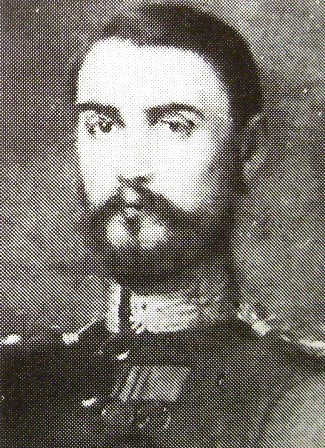
Hubert von Tiele-Winckler w mundurze podporucznika wojsk pruskich

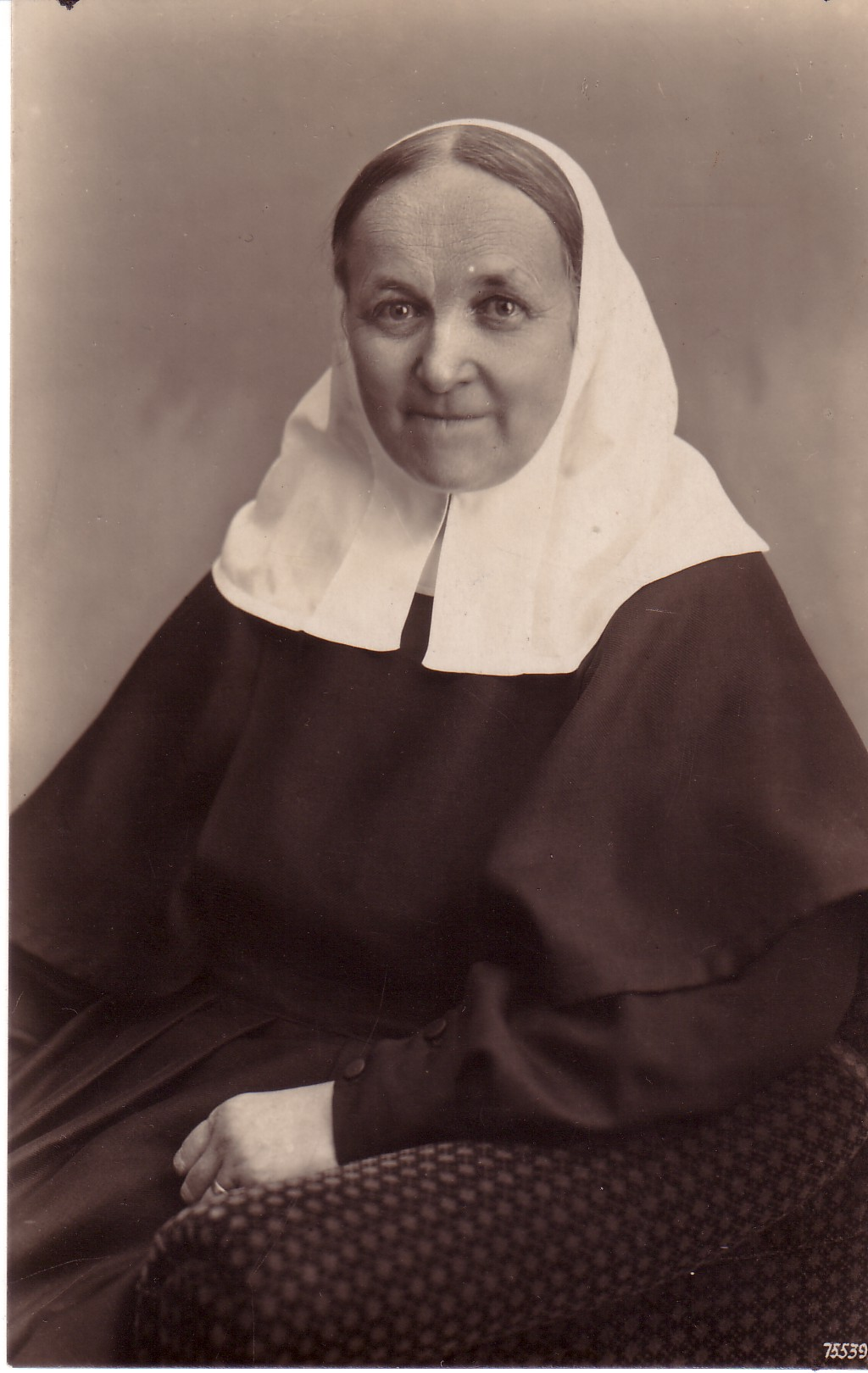
Ewa von Tiele-Winckler – Matka Ewa

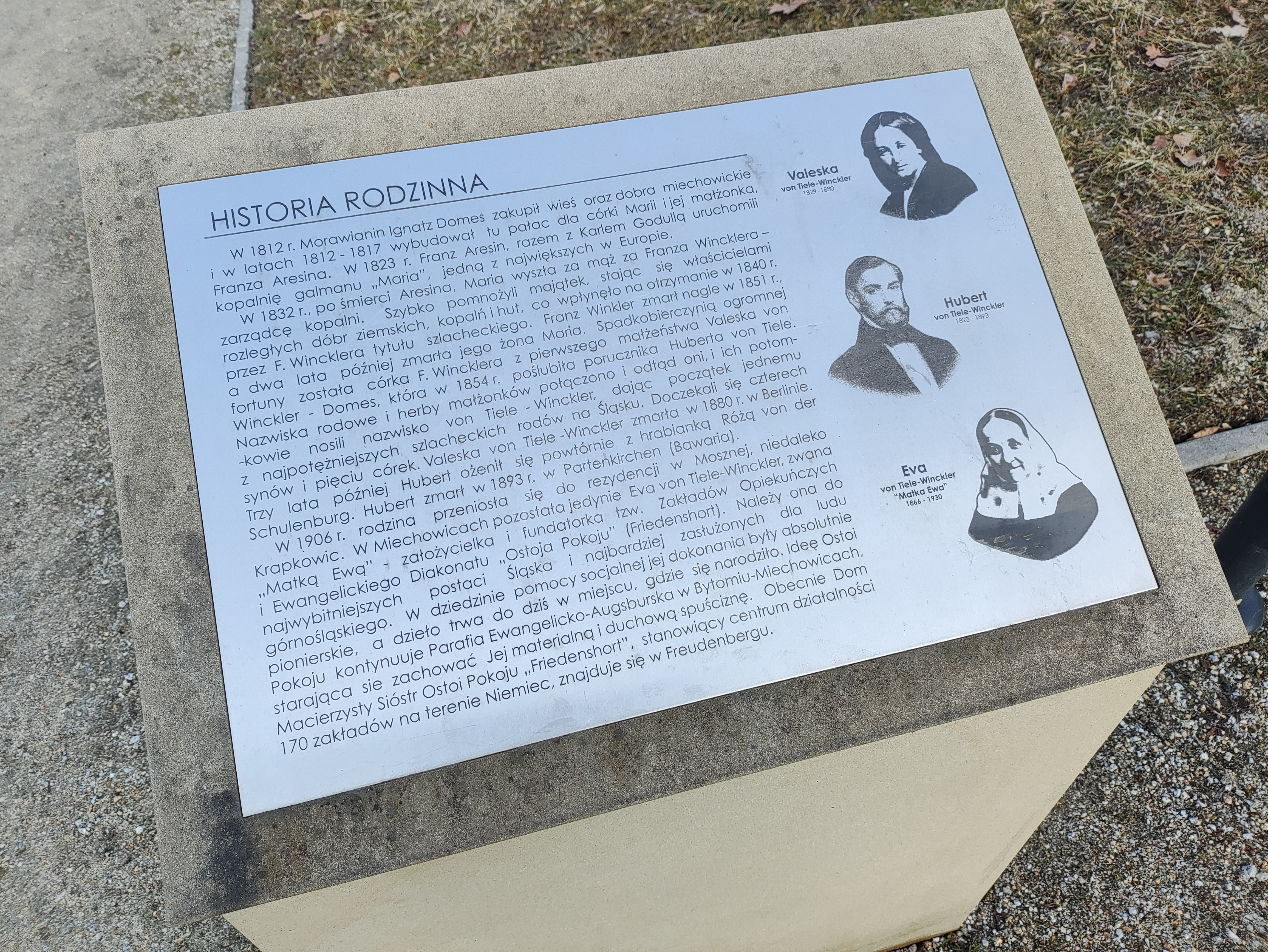
Tablica informacyjna przy zachowanej oficynie pałacu w parku w Bytomiu-Miechowicach

Założycielem tej linii był Hubert (1823–1893), który poprzez małżeństwo z Waleską von Winckler (1829-1880), przejął fortunę zgromadzoną przez jej ojca Franza von Wincklera (1803–1851). Na mocy przywileju księcia meklemburskiego mógł połączyć herby i nazwiska swoje oraz żony. Nazwiska von Tiele-Winckler używają także jego potomkowie z drugiego małżeństwa z hrabianką Różą von Schulenburg. W 1905 r. wdowa Róża (1847–1930) oraz dzieci uzyskały dziedziczny tytuł pruskich baronów.
Na Górnym Śląsku szeroką działalność społeczną rozwinęła była córka Huberta i Waleski, Ewa (1866–1930), znana jako „Matka Ewa”, założycielka zgromadzenia diakonis „Ostoja Pokoju”.
Zięciem Huberta był pierwszy starosta katowicki Hans Hermann von Berlepsch.
Główną śląską rezydencją był pałac w Mosznej. Dobra Tiele-Wincklerów obejmowały terytorium okolic Mysłowic, Katowic, Bytomia, Pszczyny, Rybnika, Prudnika i Olesna. W 1892 powstał rodowy fideikomis, na który składały się kompleksy:
- Moszna koło Prudnika, w skład którego wchodziły: Kujawy, Racławiczki, Buława, Wawrzyńcowice, Zawada, Krobusz, Żabnik, Czartowice, Moszna, Nowa Wieś Prudnicka, Gostomia i Ściborowice.
- Woszczyce koło Rybnika, w skład którego wchodziły: Orzesze, Jaśkowice, Zawada, Woszczyce i Palowice.
- Radzowice koło Oleśnicy, w skład którego wchodziły: Radzowice, Gołębice, Miłowice.

Majątki wokół Mysłowic oraz Katowic miały status nieograniczonej własności. Były to: Katowice, Mysłowice, Brynów, Bogucice, Brzezinka, Roździeń, Szopienice, Brzęczkowice, Dąbrówka Mała, Dziećkowice, Miechowice, Rokitnica i Gosławiec.
Od synów Huberta von Tiele-Wincklera wywodzą się trzy linie:
- górnośląska, panów Katowic, Mysłowic, Miechowic i Mosznej – potomkowie hrabiego Franza Huberta von Tiele-Wincklera (1857–1922). Linia wygasła w 1938 r., a jej dobra przeszły na potomków Hansa Wernera (1865–1914).
- meklemburska, panów na Rothenmoor, potem także Volratthsruhe, od 1938 panów dóbr na Górnym Śląsku – potomkowie barona Hansa Wernera von Tiele-Wincklera (1865–1914).
- meklemburska, panów na Schorrsow, Lebbin-Blücher – potomkowie barona Rabana von Tiele-Wincklera (1887–1936).

W 1895 r. Franz Hubert uzyskał pruski tytuł hrabiego, dziedziczny na zasadzie primogenitury. Po śmierci jego syna Clausa-Huberta w 1938 r. tytuł przeszedł na Hansa Wernera (1895–1957) z młodszej linii z Rothenmoor.
Hrabiowie von Tiele-Winckler:
- 1895-1922 – Franz Hubert (1857–1922)
- 1922-1938 – Claus-Hubert (1892–1938)
- 1938-1957 – Hans Werner (1895–1957)
- 1957-2008 – Hubert (1934–2008)
- 2008-2011 – Claus-Peter (1940–2011)
- od 2011 – Lothar (ur. 1970)

### Tiele
Założycielem linii był Waldemar (1843-1903), młodszy brat Huberta von Tiele-Wincklera. W 1905 jego potomkowie uzyskali pruski tytuł baronów. Linia wygasła w 1965 wraz ze śmiercią barona Helmuta (1891–1965), syna Waldemara. Ostatnią z rodu była Róża-Maria (1922–1986), dwukrotnie zamężna, po raz pierwszy z hr. Henrykiem-Jobstem von Wintzingerodem (zginął w 1945), a następnie z Albrechtem von Alvensleben (zm. 1990).

## Literatura
- A. Kuzio-Podrucki, Tiele-Wincklerowie. Arystokracja węgla i stali, Bytom 2006, ISBN 83-923733-0-8 (wyd. I), Tarnowskie Góry 2009 (wyd. II), Tarnowskie Góry 2017 (wyd. III, ISBN 978-83-923733-6-0) – opis dziejów rodu od połowy XVIII w. do czasów współczesnych, obszerna genealogia.